# 안상돈
안상돈(安相敦, 1940년~2022년 1월 5일)은 대한민국의 제6대 부산고등법원장 등을 역임한 법조인였다.
1940년 경상남도 합천군에서 태어나 경북고등학교와 서울대학교 법학과를 졸업하고 제16회 고등고시 사법과에 합격해 대구지방법원 의성지원 판사에 임용되었다.법관에 재직할 때두주불사형에 독특한 화술로 법원 직원 사이에서는 보스로 불린 안상돈은 대구지방법원 부장판사, 부산지방법원 마산지원장, 대구고등법원 부장판사, 부산지방법원 동부지원장을 거쳐 부산고등법원 부장판사에 재직중이던 1993년 사법개혁 분위기를 업고 곧바로 1993년 10월 15일 임명된 부산지방법원장에 재직 중이던 1995년 2월 16일에 부산고등법원장으로 승진 임명되어 1996년 2월 21일에 "후진에게 길을 열어주기 위해 퇴진을 결심했다"고 하면서 법관직에서 물러났다.

## 주요 판결
- 부산지방법원 제1형사 항소부 재판장으로 재직하던 1982년 6월 26일에 부림 사건 피고인에게 징역6년 자격정지 6년을 선고하는 등 구속 피고인 14명과 불구속 피고인 2명인 피고인 16명에 대해 최하 징역1년 자격정지 1년을 각각 선고했다.[3]

- 부산고등법원 제1특별부 재판장으로 재직하던 1991년 12월 27일에 대원택시 소속 운전사가 근무하다 LPG 중독으로 쓰러져 해고된 원고가 부산지방노동청장을 상대로 "산업재해 요양 불승인 처분을 취소하라"며 낸 소송에서 "고혈압 증세가 있으나 LP가스 과다 흡입하고 과로가 고혈압 증세에 영향을 미쳐 발병했으므로 피고는 원고에게 당연히 치료비를 지불해야 한다"며 택시 운전사의 LP가스 중독 증세를 직업병으로 인정한 최초의 판례다.[4] 1992년 9월 19일에 재단법인이 김해시를 상대로 낸 행정소송에서 "공원묘지 법인과 분뇨 연고자가 맺는 사용권 계약은 매매와 유사해 분묘 사용료는 매매대금으로 볼 수 있으므로 분뇨의 사실상 소유주는 분묘 연고자"라는 이유로 "등기부상 소유주가 법인으로 돼 있더라도 사실상 연고자의 소유이므로 종합토지세를 부과하는 것은 부당하다"고 했다.[5]

## 가족 관계
- 배우자: 하홍자
  - 자녀: 안은주, 안병하, 안병준